# Jörg Winkelmann

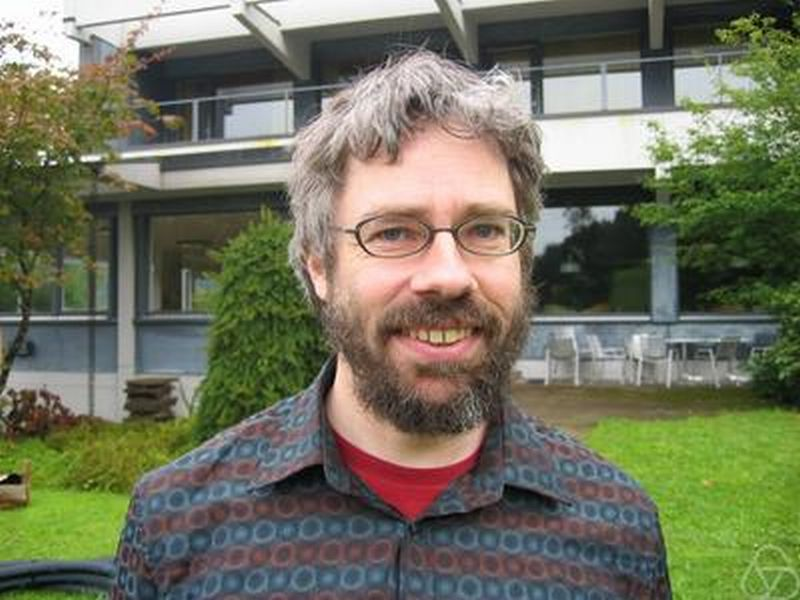
Jörg Winkelmann 2006

Jörg Winkelmann (* 1963 in Niedernhausen) ist ein deutscher Mathematiker.
Winkelmann studierte Mathematik an der Ruhr-Universität Bochum mit dem Diplom 1985 und der Promotion 1987 (Classification of three-dimensional homogeneous complex manifolds). 1995 habilitierte er sich in Bochum (Complex-Analytic geometry of complex parallelizable manifolds). 2003 wurde er Professor an der Universität Nancy und 2006 an der Universität Bayreuth. Er ist Professor an der Ruhr-Universität Bochum.
Er befasst sich mit komplexer Analysis (mehrere komplexe Variable), zugehöriger Differentialgeometrie (Klassifikation dreidimensionaler homogener komplexer Mannigfaltigkeiten), algebraischer Geometrie, Liegruppen und algebraischen Gruppen und Anwendungen der auf mehrere komplexe Dimensionen übertragenen Nevanlinna-Theorie in der Zahlentheorie (deren Bedeutung in der Zahlentheorie seit dem alternativen Beweis der Mordellvermutung von Paul Vojta bekannt ist).
1988 erhielt er den Benedetto-Sciarra-Preis.

## Schriften (Auswahl)
- mit Junjirō Noguchi: Nevanlinna theory in several complex variables and diophantine approximation, Grundlehren der mathematischen Wissenschaften 350, Springer 2014
- Classification of three-dimensional homogeneous complex manifolds, in: Topological Methods in Algebraic Transformation Groups, Progress in Math. 80, Birkhäuser 1994
- Complex Parallelizable Manifolds, in: J. Noguchi (Hrsg.), Proc. Geometric Complex Analysis, World Scientifique 1996, S. 667–678
- mit D.M.Snow: Compact Complex Homogeneous Manifolds with Large Automorphism Groups, Inv. Math., Band 134, 1998, S. 139–144
- mit J. Noguchi und K. Yamanoi: The Second Main Theorem for Holomorphic Curves into Semi-Abelian Varieties, Acta Mathematica, Band 188, 2002, S. 129–161